# 克羅地亞共產黨
克罗地亚共产党（克罗地亚语：Komunistička partija Hrvatske）是克罗地亚的一个共产主义政党。该党成立于2013年5月25日，并于同年10月18日向克罗地亚当局注册。该党的意识形态是共产主义、铁托主义。该党的政治立场是极左翼。该党的主席是Radoslav Ilic Marko。该党的总部位于乌马格。